# セキュリティトークン (電子記録移転権利)
セキュリティトークン（英: security token）とは、有価証券をブロックチェーン上で発行したトークンを用いて表現し、価値移転を可能にしたものである。

## 概要
ブロックチェーン上で発行するトークンのうち、証券の性質を有するものをセキュリティトークンと呼ぶ。このセキュリティトークンを発行することによって、資金調達を行う場合、セキュリティトークンオファリング（略称：STO）と呼ばれる。
株式、債券、デリバティブ、不動産、特許、著作権、絵画、ワイン、サービス利用権など、さまざまな資産を対象にSTOの実証実験が行われている。

## メリット
IPOや通常の証券と比較して、STOやセキュリティトークンには、次のメリットがあるとされている。
1. 利便性の向上
2. 証券業務の簡素化
3. コンプライアンスの自動化

## 規制（日本）
セキュリティトークンの日本法における定義は無いが、一定の要件を満たすセキュリティトークンは、金融商品取引法（2020年5月改正施行）上の「有価証券」に該当する（改正後金融商品取引法2条2項）。また、有価証券たるセキュリティトークンのうち、一定の要件を満たすものは、同法上の「電子記録移転権利」に該当する（改正後金融商品取引法2条3項）。有価証券たるセキュリティトークンのうちの、(1)電子記録移転権利であるものと(2)電子記録移転権利でないものの違いの例として、前者は同法上の「第一項有価証券」としての「有価証券の募集」に係る規制の影響を受けうり、後者は「第二項有価証券」としての「有価証券の募集」に係る規制の影響を受けうる、ということがある。
電子記録移転権利とは、電子情報処理組織を用いて移転することができる財産的価値（電子機器その他の物に電子的方法により記録されたものに限る。）に表示される金商法第2条各号に掲げる権利（流通性その他の事情を勘案して内閣府令で定める場合を除く。）をいう（改正後金商法第2条第3項）。なお、資金決済法上の「暗号資産（仮想通貨）」からは除かれる（改正後資金決済法第2条第5項）。
セキュリティトークンは、前記のとおり電子記録移転権利に該当しうるが、セキュリティトークンでないものが電子記録移転権利に該当することがありうる。
「流通性その他の事情を勘案して内閣府令で定める場合」については政省令で定められる。
国内の各団体から、規制に対する提言や要望があがっている。